# Acutisoma molle
Acutisoma molle is een hooiwagen uit de familie Gonyleptidae. De wetenschappelijke naam van Acutisoma molle gaat terug op Mello-Leitão.